# Mathilda Lagermarck
Hedvig Eva Mathilda Lagermarck, känd som Mathilde Lagrini, född 10 maj 1853 i Åbo, död 28 november 1931 i Helsingfors, var en finländsk operasångare.
Hon var verksam vid Finska operan 1878–1879, Stora Teatern i Göteborg 1880–1881 och Kungliga Teatern i Stockholm 1881–1884. Hon var internationellt berömd och turnerade i hela Europa. 

### Uppslagsverk
- Svanberg, Johannes: Kungl. Teatrarne under ett halft sekel 1860–1910: Personalhistoriska anteckningar, del 2. Stockholm 1918.